# Craig Hodges
Craig Anthony Hodges (Park Forest, 27 de junho de 1960) é um ex-jogador e atual treinador  de basquete norte-americano. Foi duas vezes campeão da NBA como jogador pelo Chicago Bulls, em  1991 e 1992 e bicampeão como assistente-técnico de Phil Jackson pelo Los Angeles Lakers, em 2009 e 2010.
Craig era um especialista em arremessos de longa distância. Hodges é, ao lado de Larry Bird, o maior campeão do NBA Three-Point Contest, o torneio de bolas de 3 pontos da NBA. Os dois tem 3 títulos cada. Era dele também o recorde de pontuação do torneio (25), sendo ultrapassado somente em 2018. Ele detém, também, o maior número de bolas (não pontos) do concurso, com 21 bolas em 1986 e 1991, empatado com Stephen Curry que fez 21 em 2021 também.. Além de ter o maior número de cestas consecutivas do torneio, com 19 bolas encestadas consecutivamente na edição de 1991, 6 a mais que o segundo colocado, Curry.

## Estatísticas na NBA
| † | Campeão da NBA |
|   | Líder da liga  |

### Temporada Regular
| Ano      | Equipe    | PJ  | PT  | MPJ  | AP   | 3P   | LL   | RT  | AS  | BR  | TO  | PPJ  |
| -------- | --------- | --- | --- | ---- | ---- | ---- | ---- | --- | --- | --- | --- | ---- |
| 1982-83  | San Diego | 76  | 48  | 26.6 | .452 | .222 | .723 | 1.6 | 3.6 | 1.1 | 0.1 | 9.9  |
| 1983-84  | San Diego | 76  | 28  | 20.7 | .450 | .217 | .750 | 1.1 | 1.5 | 0.8 | 0.0 | 7.8  |
| 1984-85  | Milwaukee | 82  | 63  | 30.4 | .490 | .348 | .815 | 2.3 | 4.3 | 1.2 | 0.0 | 10.6 |
| 1985-86  | Milwaukee | 66  | 66  | 26.3 | .500 | .451 | .872 | 1.8 | 3.5 | 1.1 | 0.0 | 10.8 |
| 1986-87  | Milwaukee | 78  | 43  | 27.5 | .462 | .373 | .891 | 1.8 | 3.1 | 1.0 | 0.1 | 10.8 |
| 1987-88  | Milwaukee | 43  | 0   | 22.9 | .449 | .466 | .821 | 1.1 | 2.5 | 0.7 | 0.0 | 9.2  |
| 1987-88  | Phoenix   | 23  | 0   | 20.1 | .489 | .544 | .844 | 1.4 | 1.9 | 0.7 | 0.1 | 10.1 |
| 1988-89  | Phoenix   | 10  | 0   | 9.2  | .444 | .333 | .750 | 0.5 | 0.8 | 0.2 | 0.0 | 3.9  |
| 1988-89  | Chicago   | 49  | 6   | 22.7 | .475 | .423 | .849 | 1.7 | 2.8 | 0.8 | 0.1 | 10.0 |
| 1989-90  | Chicago   | 63  | 0   | 16.7 | .438 | .481 | .909 | 0.8 | 1.7 | 0.5 | 0.0 | 6.5  |
| 1990-91  | Chicago†  | 73  | 0   | 11.5 | .424 | .383 | .963 | 0.6 | 1.3 | 0.5 | 0.0 | 5.0  |
| 1991-92  | Chicago†  | 56  | 2   | 9.9  | .384 | .375 | .941 | 0.4 | 1.0 | 0.3 | 0.0 | 4.3  |
| Carreira | Carreira  | 695 | 256 | 21.7 | .461 | .400 | .828 | 1.3 | 2.5 | 0.8 | 0.0 | 8.5  |

### Playoffs
| Ano     | Equipe    | PJ  | PT | MPJ  | AP   | 3P   | LL   | RT  | AS  | BR  | TO  | PPJ  |
| ------- | --------- | --- | -- | ---- | ---- | ---- | ---- | --- | --- | --- | --- | ---- |
| 1985    | Milwaukee | 8   | 8  | 27.0 | .364 | .174 | .800 | 1.6 | 3.3 | 1.5 | 0.1 | 8.0  |
| 1986    | Milwaukee | 14  | 14 | 32.9 | .510 | .452 | .794 | 1.8 | 4.5 | 2.3 | 0.1 | 13.5 |
| 1987    | Milwaukee | 12  | 0  | 18.8 | .519 | .294 | .909 | 1.8 | 1.7 | 0.8 | 0.2 | 7.9  |
| 1989    | Chicago   | 17  | 17 | 32.6 | .412 | .398 | .714 | 1.5 | 3.6 | 1.3 | 0.2 | 11.2 |
| 1990    | Chicago   | 16  | 1  | 15.9 | .378 | .293 | .750 | 1.1 | 1.1 | 0.3 | 0.0 | 4.4  |
| 1991    | Chicago†  | 17  | 0  | 12.3 | .423 | .393 | .750 | 0.2 | 0.6 | 0.6 | 0.0 | 4.7  |
| 1992    | Chicago†  | 17  | 0  | 8.1  | .390 | .450 | .500 | 0.2 | 0.3 | 0.3 | 0.0 | 2.5  |
| Careira | Careira   | 101 | 40 | 20.4 | .436 | .363 | .784 | 1.1 | 2.0 | 0.9 | 0.1 | 7.2  |

## Prêmios e Homenagens

### Como Jogador
- NBA:
  - 2x Campeão da NBA: 1991 e 1992;
  - 3x NBA Three-Point Contest Champion: 1990, 1991 e 1992;
  - Líder em aproveitamento em bolas de 3 pontos na temporada: 1986 e 1988

### Como Assistente-técnico
- NBA:
  - 2x Campeão da NBA: 2009 e 2010;